# Усть-Каменогорская крепость
Усть-Каменого́рская кре́пость (до 1804 года — Усть-Каменная крепость) — сторожевое укрепление (крепость основана 1719 году) Иртышской линии, в другом источнике конечный пункт Колывано-Кузнецкой пограничной линии. 
Крепость Усть-Каменогорская находится в городе Усть-Каменогорск, крепость и город с 1745 года последовательно входили в состав Сибирской губернии, Колыванского наместничества, Омской области, Томской губернии, РСФСР, КазССР (ныне — восток Казахстана).

## История
В IX—XIII веках на территории Прииртышья проживали племена найманов и кереев. В Средней Азии отдельные роды кочевников, отделившиеся от своего племенного союза, получали у тюрков общее название «казаков». В XV веке при формировании Казахского ханства эти племена вошли в Средний жуз.
Во второй половине XVII века к 50 км от югу современного города располагался ойратский монастырь, но в 1671 году он был разрушен Галданом Бошогту Ханом.
В 1719 году Пётр I направил очередной отряд для отыскания золота Яркенда. Во главе новой экспедиции стоял майор Иван Михайлович Лихарев. 20 августа 1720 года у устья реки Ульбы Лихарев отдал приказ о закладке оборонительных сооружений. Осенью 1720 года на месте слияния рек Иртыш и Ульба была заложена Усть-Каменогорская крепость. В 1868 году она получила статус города.
Таким образом на территории Казахского ханства появилась крепость Усть-Каменная, крайняя южная оконечность Иртышской укреплённой линии. И. М. Лихарев оставил гарнизон из 363 человек и назначил комендантом новой крепости подполковника Ступина, возглавившего строительство крепости, руководил которым инженер Летранже. Первыми усть-каменогорцами были солдаты и офицеры Колыванского драгунского полка.
Четырёхугольная деревянная крепость занимала площадь около гектара, была обнесена частоколом и окружена высокими валами. На территории крепости находились казармы для солдат, военный госпиталь, квартиры военачальников, различные кладовые и отделение каторжной тюрьмы.
С 1745 года Усть-Каменогорская крепость входила в состав Сибирской губернии. Крепость пережила не один крупный пожар. После одного из них в 1766 году была отстроена большая каменная крепость, обнесённая каменным валом и рвами.
В 1757 году урянхайцы совершили нападение на село Прапорщиково, находящееся на правом берегу реки Иртыш, между форпостом Убинским и крепостью Усть-Каменогорской, это побудило правительство России перенести южный конец Колыванской линии к этой последней крепости, при чём между ней и заводом Колывано-Воскресенским было построено пять новых форпостов.
В 1804 году в связи с ростом числа жителей и строительством домов вблизи крепости произошло переименование крепости Усть-Каменной в город Усть-Каменогорск.
В 1854 году Усть-Каменогорск вошёл в состав Семипалатинской области.
27 ноября 1879 года крепость была снята с военного баланса и передана городу.
После революции 1917 года крепость получила название «Сибирский Шлиссельбург».
Остатки крепостного вала сохранились в Усть-Каменогорске до сих пор. Прямо за валом находится следственный изолятор, с другой стороны вала — Андреевский кафедральный собор.

## В массовой культуре
Усть-Каменогорская крепость описывается в приключенческом романе Николая Ивановича Анова «Пропавший брат» (1941). Действия нескольких глав романа происходят в Усть-Каменогорской крепости.